# Дэнкуорт, Джон
Сэр Джон Филипп Уильям Дэнкуорт (англ. John Phillip William Dankworth; 20 сентября 1927, Вудфорд, Эссекс — 6 февраля 2010, Лондон) — британский джазовый композитор, саксофонист и кларнетист. Муж джазовой певицы Клео Лэйн, в браке с которой состоял с 1958 года. Учился в Лондонской Королевской академии музыки.
Сотрудничал с известными джазовыми музыкантами, среди которых Нат Кинг Коул, Элла Фицджеральд, Сара Вон и другие.
Написал музыку для нескольких известных фильмов 1960-х годов: «Слуга», «Дорогая», «Fathom», «Saturday night and sunday morning» и культового британского телесериала «Мстители».
В 2006 году Денкворт удостоился от Елизаветы II рыцарского титула за свой вклад в искусство. Умер 6 февраля 2010 года в лондонской больнице.